# Coupe de France féminine de cyclisme sur route
Cet article traite uniquement de la compétition féminine. Pour les résultats de la compétition masculine, voir Coupe de France de cyclisme sur route.
La Coupe de France féminine de cyclisme sur route est une épreuve créée en 2000 qui se dispute sur plusieurs épreuves tout au long de la saison. Toutes les coureuses sous contrat avec une équipe française y sont classées. 
Depuis 2022, elle est composée de deux compétitions : la Coupe de France Elite Femmes FDJ et Coupe de France National Femmes.
Dans l'épréuve "national", Magali Le Floc'h avec trois Coupes de France détient le record de victoires finales.

## Historique
La Coupe de France s'appuie sur une sélection d'épreuves françaises inscrites au calendrier FFC, elle changea de nom plusieurs fois depuis l'année de sa création en l'an 2000 :
- de 2000 à 2010 : Coupe de France Verspieren[2]
- de 2011 à 2014 : Coupe de France Capdet Raynal[2]
- depuis 2015 : Coupe de France Drag Bicycles[3]

À partir de 2010, le concept fut repris et étendu à la catégorie minimes-cadettes, sur trois ou quatre épreuves suivant les années. Depuis 2020, seul le classement par équipes subsiste.
Depuis 2022, il existe deux épreuves :

- Coupe de France Elites Femmes : sélection d’épreuves françaises inscrites au calendrier UCI Women Elite (Classe 1.1 et 1.2). Les UCI Women’s WorldTeams françaises et les Équipes Continentales Femmes UCI françaises ont une obligation de participation à chaque épreuve tandis que les N1 sont invités à chaque épreuve.
- Coupe de France Femmes National : sélection d’épreuves françaises inscrites au calendrier FFC (Classe 1.15 ou 2.15) avec participation des équipes National 1 Femmes et National 2 Femmes.

## Palmarès

### Coupe de France Élite Femmes
| Année | Epreuves | 1re              | Points | 2e               | Points | 3e                        | Points |
| ----- | -------- | ---------------- | ------ | ---------------- | ------ | ------------------------- | ------ |
| 2022  | 8        | Marie Le Net     | 105    | Grace Brown      | 89     | Maria Giulia Confalonieri | 78     |
| 2023  | 8        | Victorie Guilman | 77     | Alessia Vigilia  | 74     | Jade Wiel                 | 70     |
| 2024  | 8        | Giada Borghesi   | 88     | Victoire Berteau | 82     | Jade Wiel                 | 72     |

### Coupe de France National Femmes
| Année | Nb | 1re                                                    | Points                                                 | 2e                                                     | Points                                                 | 3e                                                     | Points                                                 |
| ----- | -- | ------------------------------------------------------ | ------------------------------------------------------ | ------------------------------------------------------ | ------------------------------------------------------ | ------------------------------------------------------ | ------------------------------------------------------ |
| 2000  | 7  | Juliette Vandekerckhove                                | 112                                                    | Karine Dalmais                                         | 101                                                    | Maryline Salvetat                                      | 87                                                     |
| 2001  | 4  | Magali Le Floc'h                                       | 141                                                    | Sonia Huguet                                           | 85                                                     | Sophie Creux                                           | 79                                                     |
| 2002  | 5  | Aline Camboulives                                      | 84                                                     | Sophie Creux                                           | 82                                                     | Sonia Huguet                                           | 77                                                     |
| 2003  | 5  | Juliette Vandekerckhove                                | 96                                                     | Sonia Huguet                                           | 88                                                     | Nadia Triquet                                          | 72                                                     |
| 2004  | 5  | Jeannie Longo                                          | 93                                                     | Sonia Huguet                                           | 80                                                     | Zlatica Gavláková                                      | 74                                                     |
| 2005  | 4  | Magali Le Floc'h                                       | 105                                                    | Alexandra Le Hénaff                                    | 100                                                    | Élodie Touffet                                         | 88                                                     |
| 2006  | 6  | Grete Treier                                           | 123                                                    | Magali Le Floc'h                                       | 98                                                     | Nathalie Jeuland                                       | 90                                                     |
| 2007  | 6  | Marina Jaunâtre                                        | 167                                                    | Laurence Leboucher                                     | 152                                                    | Karine Gautard                                         | 150                                                    |
| 2008  | 5  | Magali Le Floc'h                                       | 192                                                    | Magali Mocquery                                        | 159                                                    | Béatrice Thomas                                        | 151                                                    |
| 2009  | 5  | Karine Gautard                                         | 160                                                    | Jeannie Longo                                          | 157                                                    | Pascale Jeuland                                        | 152                                                    |
| 2010  | 5  | Christel Ferrier-Bruneau                               | 193                                                    | Christine Majerus                                      | 162                                                    | Audrey Cordon                                          | 156                                                    |
| 2011  | 6  | Christine Majerus                                      | 194                                                    | Edwige Pitel                                           | 166                                                    | Mélodie Lesueur                                        | 165                                                    |
| 2012  | 5  | Audrey Cordon                                          | 223                                                    | Aude Biannic                                           | 199                                                    | Amélie Rivat                                           | 120                                                    |
| 2013  | 5  | Élodie Hegoburu                                        | 154                                                    | Mélanie Bravard                                        | 145                                                    | Élise Delzenne                                         | 142                                                    |
| 2014  | 5  | Amélie Rivat                                           | 169                                                    | Marion Sicot                                           | 146                                                    | Audrey Cordon                                          | 135                                                    |
| 2015  | 11 | Manon Souyris                                          | 369                                                    | Marion Sicot                                           | 320                                                    | Émilie Rochedy                                         | 301                                                    |
| 2016  | 10 | Daniela Reis                                           | 360                                                    | Marjolaine Bazin                                       | 329                                                    | Aude Biannic                                           | 235                                                    |
| 2017  | 10 | Jade Wiel                                              | 1001                                                   | Évita Muzic                                            | 871                                                    | Marion Sicot                                           | 856                                                    |
| 2018  | 6  | Marie Le Net                                           | 432                                                    | Pauline Allin                                          | 392                                                    | Gladys Verhulst                                        | 348                                                    |
| 2019  | 6  | Lucie Jounier                                          | 506                                                    | Clara Copponi                                          | 355                                                    | Léa Curinier                                           | 336                                                    |
| 2020  | 5  | Classements annulés pour cause de pandémie de Covid-19 | Classements annulés pour cause de pandémie de Covid-19 | Classements annulés pour cause de pandémie de Covid-19 | Classements annulés pour cause de pandémie de Covid-19 | Classements annulés pour cause de pandémie de Covid-19 | Classements annulés pour cause de pandémie de Covid-19 |
| 2021  | 5  | Pas de classements invidivuels                         | Pas de classements invidivuels                         | Pas de classements invidivuels                         | Pas de classements invidivuels                         | Pas de classements invidivuels                         | Pas de classements invidivuels                         |
| 2022  | 8  | Pas de classements invidivuels                         | Pas de classements invidivuels                         | Pas de classements invidivuels                         | Pas de classements invidivuels                         | Pas de classements invidivuels                         | Pas de classements invidivuels                         |
| 2023  | 8  | Julia Aubry                                            | 111                                                    | Julie Bego                                             | 105                                                    | Lise Ménage                                            | 96                                                     |
| 2024  | 5  | Justine Gegu                                           | 109                                                    | Ema Comte                                              | 80                                                     | Clémence Latimier                                      | 76                                                     |

## Palmarès annexes
| Année | Meilleure équipe                     | Meilleure espoirs                          | Meilleure juniors                          | Meilleure minimes-cadettes                 |
| ----- | ------------------------------------ | ------------------------------------------ | ------------------------------------------ | ------------------------------------------ |
| 2000  | N/A                                  | Juliette Vandekerckhove                    | Juliette Vandekerckhove                    | N/A                                        |
| 2001  | N/A                                  | Sophie Creux                               |                                            | N/A                                        |
| 2002  | N/A                                  | Sophie Creux                               |                                            | N/A                                        |
| 2003  | N/A                                  | Juliette Vandekerckhove                    | Magali Mocquery                            | N/A                                        |
| 2004  | N/A                                  | Marina Jaunâtre                            | Nathalie Tirard-Collet                     | N/A                                        |
| 2005  | Les Pruneaux d'Agen                  | Aude Pollet                                | Aude Pollet                                | N/A                                        |
| 2006  | T.P.F. Genevois                      | Nathalie Jeuland                           |                                            | N/A                                        |
| 2007  | Vienne Futuroscope                   | Pascale Jeuland                            |                                            | N/A                                        |
| 2008  | ES Gervais-Lilas 93                  | Christine Majerus                          | Élodie Le Bail                             | N/A                                        |
| 2009  | Vienne Futuroscope                   | Pascale Jeuland                            | Aude Biannic                               | N/A                                        |
| 2010  | Vienne Futuroscope                   | Audrey Cordon                              | Pauline Ferrand-Prévot                     | Manon Bourdiaux                            |
| 2011  | Vienne Futuroscope                   | Mélodie Lesueur                            | Manon Souyris                              | Soline Lamboley                            |
| 2012  | Vienne Futuroscope                   | Aude Biannic                               | Ségolène Leberon                           | Soline Lamboley                            |
| 2013  | Vienne Futuroscope                   | Lucie Pader                                | Solène Vinsot                              | Maéva Paret-Peintre                        |
| 2014  | Poitou-Charentes Futuroscope.86      | Marion Sicot                               | Greta Richioud                             | Juliette Labous                            |
| 2015  | TF Région Centre                     | Manon Souyris                              | Pauline Clouard                            | Clara Copponi                              |
| 2016  | 17 Poitou-Charentes                  | Émilie Rochedy                             | Juliette Labous                            | Jade Wiel                                  |
| 2017  | VCC Morteau-Montbenoit               | Maëlle Grossetête                          | Jade Wiel                                  | Victoria Cushing                           |
| 2018  | BioFrais-VC Saint-Julien-en-Genevois | Gladys Verhulst                            | Marie Le Net                               | Maëva Squiban                              |
| 2019  | BioFrais-VC Saint-Julien-en-Genevois | Lucie Jounier                              | Léa Curinier                               | Julie Bego                                 |
| 2020  | Team Elles Pays de la Loire          | Classements annulés pour cause de Covid-19 | Classements annulés pour cause de Covid-19 | Classements annulés pour cause de Covid-19 |
| 2021  | Saint Michel-Auber 93                | N/A                                        | N/A                                        | N/A                                        |
| 2022  | Breizh Ladies                        | N/A                                        | N/A                                        | N/A                                        |
| 2023  | Team Féminin Chambéry                | Lise Ménage                                | Julie Bego                                 | N/A                                        |
| 2024  | Team Féminin Chambéry                | Marion Cartier                             | Amalia Debarges                            | N/A                                        |